# Liste der denkmalgeschützten Objekte in Wieselburg-Land
Die Liste der denkmalgeschützten Objekte in Wieselburg-Land enthält die denkmalgeschützten, unbeweglichen Objekte der Gemeinde Wieselburg-Land.

## Denkmäler
| Foto |                 | Denkmal | Standort                               | Beschreibung | Metadaten |
| ---- | --------------- | --- | -------------------------------------- | --- | --- |
| ja   | Datei hochladen | Ortskapelle Brunning HERIS-ID: 5912 Objekt-ID: 1786                                                               | Brunning 12, bei Standort KG: Marbach  | Die Ortskapelle Brunning wurde 1886 in neugotischen Formen erbaut. | BDA-Hist.: Q37863273 Status: § 2a Stand der BDA-Liste: 2025-06-30 Name: Ortskapelle Brunning GstNr.: 1657 Ortskapelle Brunning (Wieselburg Land)                                                 |
| ja   | Datei hochladen | Schloss Weinzierl / Höhere landwirtschaftl. Bundeslehranstalt Francisco-Josephinum HERIS-ID: 5914 Objekt-ID: 1788 | Weinzierl 1 Standort KG: Weinzierl     | Das Schloss Weinzierl, eine vierflügelige dreigeschoßige Anlage mit annähernd quadratischem Arkadenhof und vier runden Ecktürmen mit Kegeldächern, wurde nach 1578 anstelle eines älteren Gutshofes als Renaissanceschloss errichtet und um 1741 barockisiert.  | BDA-Hist.: Q2244031 Status: § 2a Stand der BDA-Liste: 2025-06-30 Name: Schloss Weinzierl/ Höhere landwirtschaftl. Bundeslehranstalt Francisco-Josephinum GstNr.: .12, 6, .15/2 Weinzierl Castle  |
| ja   | Datei hochladen | Ehem. Armenhaus, Musikschule der Stadt Wieselburg HERIS-ID: 5910 Objekt-ID: 1784                                  | Weinzierlweg 22 Standort KG: Weinzierl | Die Musikschule der Stadt Wieselburg ist in der ehemaligen Fürnberg'schen Stiftung untergebracht. Das drei- bis viergeschoßige Gebäude unter einem steilen Walmdach stammt im Kern wohl aus dem 17. Jahrhundert und wurde Mitte des 18. Jahrhunderts ausgebaut. | BDA-Hist.: Q37863244 Status: § 2a Stand der BDA-Liste: 2025-06-30 Name: Ehem. Armenhaus, Musikschule der Stadt Wieselburg GstNr.: .23/1, 665/2 Ehem. Armenhaus, Musikschule der Stadt Wieselburg |